# Gostkowice (województwo lubuskie)
Gostkowice – wieś sołecka w Polsce położona w województwie lubuskim, w powiecie gorzowskim, w gminie Bogdaniec. Według danych z 2012 r. liczyła 113 mieszkańców. Miejscowość została założona w 1773 r. w ramach kolonizacji fryderycjańskiej – zagospodarowania tzw. łęgów warciańskich. Od 1945 r. leży w granicach Polski.
W latach 1975–1998 miejscowość należała administracyjnie do województwa gorzowskiego.

## Położenie
Zgodnie z podziałem fizycznogeograficznym Polski według Kondrackiego teren, na którym położone są Gostkowice należy do prowincji Niziny Środkowoeuropejskiej, podprowincji Pojezierza Południowobałtyckiego, makroregionu Pradolina Toruńsko-Eberswaldzka oraz w końcowej klasyfikacji do mezoregionu Kotlina Gorzowska.
Miejscowość położona jest 15 km na południowy zachód od Gorzowa Wielkopolskiego.

## Demografia
Ludność w ostatnich 3 stuleciach:

## Historia
- 1773 - założenie kolonii Gerlach na Błotach Wieprzyckich przez urząd kamery w Gorzowie; osiadło tu 40 „małych” rodzin w 20 2-rodzinnych domach, każda otrzymała po 5 mórg ziemi[11]
- Przed 1787 - wybudowano kościół na północno-wschodnim krańcu wsi; była to budowla jednonawowa o konstrukcji szkieletowej (szachulcowej), nakryta dachem czterospadowym[11]; kościół nie zachował się po II wojnie światowej
- 1801 - kolonia należy do urzędu kamery w Gorzowie i liczy 163 mieszkańców oraz 40 domów; jest tu 39 kolonistów (posiadających po 5 mórg ziemi) i 7 komorników (chłopów bezrolnych); kościół jest filią kościoła macierzystego (niem. Mutterkirche) w Chwałowicach[4]
- 1848 - powstała parafia ewangelicka we Włostowie, do której przyłączono filie w Gostkowicach i Roszkowicach

## Nazwa
Gerlachsthal 1773; Colonie Gerlachsthal 1882; Gostkowice 1947.
Niemiecka nazwa została nadana na cześć pruskiego radcy skarbowego Friedricha Wilhelma (von) Gerlach (ur. 15.12.1711 w Słupsku - zm. 19.12.1780 w Berlinie).

## Administracja
Miejscowość jest siedzibą sołectwa Gostkowice.

## Edukacja i nauka
Dzieci uczęszczają do szkoły podstawowej w Jenińcu, zaś młodzież do gimnazjum w Bogdańcu.

## Religia
Miejscowość należy do parafii św. Jana Chrzciciela w Bogdańcu; we wsi nie ma kościoła.

## Gospodarka
W 2013 r. liczba zarejestrowanych podmiotów gospodarczych wyniosła 1 (podmiot prywatny), działający w sekcji G dział 45 (handel hurtowy i detaliczny pojazdami samochodowymi; naprawa pojazdów samochodowych) według klasyfikacji PKD 2007.